# Saint-Martial-d'Albarède
Saint-Martial-d'Albarède är en kommun i departementet Dordogne i regionen Nouvelle-Aquitaine i sydvästra Frankrike. Kommunen ligger i kantonen Excideuil som tillhör arrondissementet Périgueux. År 2022 hade Saint-Martial-d'Albarède 485 invånare.

## Befolkningsutveckling
Antalet invånare i kommunen Saint-Martial-d'Albarède
Referens:INSEE